# Phantyna varyna
Phantyna varyna är en spindelart som först beskrevs av Chamberlin och Willis J. Gertsch 1958.  Phantyna varyna ingår i släktet Phantyna och familjen kardarspindlar. Utöver nominatformen finns också underarten P. v. miranda.